# Alain Bondue
Alain Bondue (Roubaix, 8 de abril de 1959) es un deportista francés que compitió en ciclismo en las modalidades de ruta y pista, especialista en las pruebas de persecución.
Participó en los Juegos Olímpicos de Moscú 1980, obteniendo la medalla de plata en la prueba de persecución individual y el quinto lugar en persecución por equipos.
Ganó tres medallas en el Campeonato Mundial de Ciclismo en Pista entre los años 1979 y 1982.
En carretera fue profesional entre 1980 y 1987, y su mayor éxito fue una victoria de etapa en la Vuelta a España 1986. Después de su retirada del ciclismo, actuó como director deportivo del equipo Cofidis entre 1997 y 2005.

## Medallero internacional
| Juegos Olímpicos   | Juegos Olímpicos         | Juegos Olímpicos  | Juegos Olímpicos           |
| Año                | Lugar                    | Medalla           | Competición                |
| ------------------ | ------------------------ | ----------------- | -------------------------- |
| 1980               | Moscú (URSS)             | Medalla de plata  | Persecución individual     |
| Campeonato Mundial |                          |                   |                            |
| Año                | Lugar                    | Medalla           | Competición                |
| 1979               | Ámsterdam (Países Bajos) | Medalla de bronce | Persecución individual (A) |
| 1981               | Brno (Checoslovaquia)    | Medalla de oro    | Persecución individual (P) |
| 1982               | Leicester (Reino Unido)  | Medalla de oro    | Persecución individual (P) |

## Palmarés
| 1981 - Campeonato mundial de persecución en pista - Campeonato de Francia de persecución en pista - Gran Premio de Saint-Raphaël 1982 - Campeonato mundial de persecución en pista - Campeonato de Francia de persecución en pista - 1 etapa del Gran Premio de Midi Libre | 1985 - Campeonato de Francia de persecución en pista 1986 - 1 etapa de la Vuelta a España - Campeonato de Francia de persecución en pista |